# Список послов России и СССР в Румынии
В статье представлен список послов России и СССР в Румынии.

## Хронология дипломатических отношений
- 15 октября 1878 г. — установлены дипломатические отношения.
- 26 октября 1917 г. — дипломатические отношения прерваны после Октябрьской революции.
- 9 июня 1934 г. — установлены дипломатические отношения на уровне миссий.
- 22 июня 1941 г. — дипломатические отношения прерваны Румынией.
- 6 августа 1945 г. — дипломатические отношения восстановлены на уровне миссий.
- 20—24 августа 1945 г. — миссии преобразованы в посольства.

## Список послов
| Срок полномочий                   | Посол                                   | Годы жизни      | Вручение верительных грамот | Комментарии                                                |
| --------------------------------- | --------------------------------------- | --------------- | --------------------------- | ---------------------------------------------------------- |
| Российская империя                |                                         |                 |                             |                                                            |
| 15 октября 1878 — 31 января 1879  | Дмитрий Фёдорович Стюарт                | 1838—1902       |                             | Министр-резидент                                           |
| 20 февраля 1879 — 3 января 1881   | Александр Арнольдович Якобсон           |                 |                             | Управляющий делами миссии                                  |
| 2 декабря 1880 — 3 июня 1886      | Лев Павлович Урусов                     | 1839—1928       |                             | Посланник                                                  |
| 3 июня 1886 — 9 апреля 1891       | Михаил Александрович Хитрово            | 1837—1896       |                             | Посланник                                                  |
| 9 апреля 1891 — 23 августа 1902   | Николай Антонович Фонтон                |                 |                             | Посланник                                                  |
| 1902 — 1912                       | Михаил Николаевич Гирс                  | 1856—1932       |                             | Посланник                                                  |
| 1912 — 1913                       | Николай Николаевич Шебеко               | 1863—1953       |                             | Посланник                                                  |
| 1913 — 1916                       | Станислав Альфонсович Поклевский-Козелл | 1868—1939       |                             | Посланник                                                  |
| 1916 — 3 марта 1917               | Александр Александрович Мосолов         | 1854—1939       |                             | Посланник                                                  |
| СССР                              |                                         |                 |                             |                                                            |
| 3 ноября 1934 — 6 февраля 1938    | Михаил Семёнович Островский             | 1892—1939       | 4 декабря 1934              | Полномочный представитель                                  |
| 4 февраля 1938 — 6 февраля 1938   | Фёдор Хрисанфович Бутенко               | 1905—после 1943 |                             | Временный поверенный в делах                               |
| 14 июня 1940 — 22 июня 1941       | Анатолий Иосифович Лаврентьев           | 1904—1984       | 24 июня 1940                | Полномочный представитель (до 9 мая 1941), затем посланник |
| 15 августа 1945 — 7 июля 1952     | Сергей Иванович Кавтарадзе              | 1885—1971       | 24 августа 1945             | Посланник до августа 1945, затем посол                     |
| 7 июля 1952 — 17 июля 1953        | Анатолий Иосифович Лаврентьев           | 1904—1984       | 15 июля 1952                |                                                            |
| 28 июля 1953 — 7 апреля 1955      | Леонид Георгиевич Мельников             | 1906—1981       | 1 августа 1953              |                                                            |
| 14 августа 1955 — 27 ноября 1960  | Алексей Алексеевич Епишев               | 1908—1985       | 20 августа 1955             |                                                            |
| 27 ноября 1960 — 15 декабря 1965  | Иван Кузьмич Жегалин                    | 1906—1984       | 27 января 1961              |                                                            |
| 15 декабря 1965 — 16 марта 1971   | Александр Васильевич Басов              | 1912—1988       | 10 февраля 1966             |                                                            |
| 16 марта 1971 — 30 ноября 1982    | Василий Иванович Дрозденко              | 1924—1982       | 24 марта 1971               |                                                            |
| 27 декабря 1982 — 7 июня 1990     | Евгений Михайлович Тяжельников          | 1928—2020       | 19 января 1983              |                                                            |
| Июнь 1990 — 25 декабря 1991       | Феликс Петрович Богданов                | 1934—2017       |                             |                                                            |
| Российская Федерация              |                                         |                 |                             |                                                            |
| 25 декабря 1991 — 31 декабря 1992 | Феликс Петрович Богданов                | 1934—2017       |                             |                                                            |
| 31 декабря 1992 — 9 октября 1997  | Евгений Дмитриевич Островенко           | 1940—           |                             |                                                            |
| 9 октября 1997 — 21 января 2002   | Валерий Фёдорович Кеняйкин              | 1946—           |                             |                                                            |
| 21 января 2002 — 28 июня 2006     | Александр Александрович Толкач          | 1948—           |                             |                                                            |
| 28 июня 2006 — 15 декабря 2011    | Александр Анатольевич Чурилин           | 1946—2021       |                             |                                                            |
| 15 декабря 2011 — 7 июня 2016     | Олег Сергеевич Мальгинов                | 1957—           |                             |                                                            |
| 7 июня 2016 — 16 апреля 2024      | Валерий Иванович Кузьмин                | 1953—           | 8 сентября 2016             |                                                            |
| 16 апреля 2024 — настоящее время  | Владимир Георгиевич Липаев              | 1959—           | 20 июня 2024                |                                                            |